# Wasserklotz
Der Wasserklotz ist ein 1505 m ü. A. hoher Berg im Reichraminger Hintergebirge in Oberösterreich. Er ist wegen seiner hervorragenden Aussicht über das Reichraminger Hintergebirge, das Sengsengebirge und die Haller Mauern ein beliebter Wanderberg. Im Winter ist der Gipfel für Skitourengeher und Schneeschuhwanderer ebenfalls ein beliebtes Ziel. Der Name stammt von den schluchtartig in das Dolomitgestein eingeschnittenen Racheln, durch die zur Schneeschmelze Wildbäche fließen. Etwa 200 südlich des Gipfels befindet sich ein großes Felsentor. Die Nordflanke fällt zur Dorflmoaralm und zum Ahornsattel ab. Nach Westen leitet ein sanfter Bergrücken zum 1419 m ü. A. hohen Astein über. Am Gipfel befindet sich ein Gipfelkreuz mit Gipfelbuch. Der Berg ist mit Laub- und Nadelwäldern bewachsen, die im Gipfelbereich in Felder von Bergkiefern (Pinus mugo) übergehen.

## Aufstieg
Markierte Anstiege:
- Weg 475 von der Zickerreith zum Ahornsattel und weiter 475a über den Nordgrat oder die Nordflanke